# Annalong
Annalong är en ort i Storbritannien.   Den ligger i riksdelen Nordirland, i den västra delen av landet, 500 km nordväst om huvudstaden London. Annalong ligger 15 meter över havet och antalet invånare är 1 760.
Terrängen runt Annalong är kuperad åt nordväst, men åt sydväst är den platt. Havet är nära Annalong åt sydost. Närmaste större samhälle är Kilkeel, 8,5 km sydväst om Annalong.